# Финиъс Барнъм
Финиъс Тейлър Барнъм (на английски: Phineas Taylor Barnum) е американски шоумен, бизнесмен и актьор.
Запомнен е с представянето на прочутите си мистификации и с основаването на цирка „Барнъм и Бейли“ (по-късно той става днешния Ringling Bros). Неговите успехи го правят първия „шоубизнес милионер“. Въпреки че Барнъм е автор на мемоари, издател, филантроп и политик, той казва за себе си: „Аз съм шоумен по професия“.

## Биография
Роден в Бетил, Кънектикът, Барнъм започва собствен бизнес много млад. През 1829 г. в Данбюри издава седмична книга под заглавието „Носителят на свободата“.
Той се мести в Ню Йорк през 1834 г. и започва своята кариера в развлекателния бизнес първо с вариететна трупа, наречена „Великият научен и музикален театър на Барнъм“, а скоро след това купува Scudder's American Museum. В него се помещава постоянна изложба на произведения на изобразителното изкуство и любопитни експонати от областта на естествената история. Барнъм използва музея за да показва мистификации и куриози, като например неговата „Русалка от Фиджи“, която според твърденията му била хваната в Тихия океан през 1817 г. Хиляди хора дават по 10 цента за билет, за да видят това странно творение на природата, което всъщност е плод на изкуството на препаратор и на въображението на Барнъм. Горната част от тялото на русалката била на маймуна, а долната на риба. В края на 1846 г. музеят регистрира над 400 000 посетители годишно. Малко след това през 1850 г. някои от измамите му са разкрити и Барнъм претърпява сериозни финансови загуби и прекарва четири години в съдебни спорове и публични унижения. За да се възстанови, той започва тур от лекции посветени на въздържателството, а през 1860 г. вече е изплатил дълга си и построява имението Lindencroft.
Въпреки твърденията на Барнъм, че политиката винаги го е отвращавала, той е избран за член на сената на Кънектикът през 1865 г. като републиканец и служи два мандата. На два пъти се кандидатира безуспешно за Конгрес на САЩ. През 1875 г. Барнъм е за една година кмет на Бриджпорт, Кънектикът и работи за подобряване на водоснабдяването и уличното осветление, също така въвежда закони за алкохола и проституцията. Барнъм е инициатор за създаването на болница в Бриджпорт, открита през 1878 г., и е първият ѝ президент.
На 61-годишна възраст Барнъм влиза в цирковия бизнес и създава „Великият пътуващ музей на Ф. Т. Барнъм“, пътуващ цирк с менажерия и музей на „изроди“, който от 1872 г. е представян като „Най-грандиозното представление на Земята“. Барнъм е първият собственик на цирк, придвижващ се с влак и първият купувач на собствен влак. По това време в Америка няма павирани магистрали и това се превръща в много хитър ход, който значително разширява полето на бизнес изява на Барнъм.
Барнъм умира в съня си у дома на 7 април 1891 г. и е погребан в Бриджпорт, Кънектикът, в гробището, което сам проектира.